# Bufo gariepensis
Bufo gariepensis là một loài cóc thuộc họ Bufonidae.
Loài này có ở Lesotho, Namibia, Nam Phi, và Swaziland.
Môi trường sống tự nhiên của chúng là xavan khô, vùng cây bụi khô khu vực nhiệt đới hoặc cận nhiệt đới, thảm cây bụi kiểu Địa Trung Hải, đồng cỏ khô nhiệt đới hoặc cận nhiệt đới vùng đất thấp, đồng cỏ nhiệt đới hoặc cận nhiệt đới vùng đất cao, sông ngòi, sông có nước theo mùa, hồ nước ngọt, hồ nước ngọt có nước theo mùa, đầm nước ngọt, đầm nước ngọt có nước theo mùa, đất canh tác, vùng đồng cỏ, vườn nông thôn, các vùng đô thị, ao, và kênh đào và mương rãnh.